# The Time Is Now (альбом Крейга Дэвида)
The Time Is Now (с англ. — «Время пришло») — седьмой студийный альбом британского певца Крейга Дэвида, выпущенный 26 января 2018 года. В записи альбома приняли участие JP Cooper, Bastille, AJ Tracey, Ella Mai, Kaytranada и GoldLink. Первый сингл с альбома Heartline был выпущен 14 сентября 2017 года на официальном YouTube-канале Дэвида.
Альбом занял второе место в Великобритании, став пятым альбомом Дэвида, вошедшим в топ-10 Великобритании.

## История создания
15 сентября 2017 года менее чем через год после выхода его альбома Following My Intuition, который стал его первым альбомом, возглавившим чарты за 16 лет, Дэвид анонсировал следующий альбом The Time Is Now. В интервью Дэвид сказал: «Мотивация и вдохновение, стоящие за этим альбомом, были вызваны осознанием того, что даже когда я был не так сосредоточен, я мог извлечь удивительные уроки».
В альбоме представлены совместные работы с Bastille, AJ Tracey, Kaytranada и GoldLink.

## Синглы
Первый сингл с альбома «Heartline» был выпущен 14 сентября 2017 года и занял 24-е место в Великобритании. Второй сингл «I Know You» с участием британской группы Bastille, был выпущен 23 ноября 2017 года и оказался более успешным с коммерческой точки зрения, чем его предыдущие синглы, заняв пятое место в Великобритании.

## Коммерческие показатели
The Time Is Now занял второе место в UK Albums Chart, дебютировав с продажами в 16 874 экземпляра, уступив саундтреку The Greatest Showman.

## Гастроли
Дэвид отправился в турне и выступал на музыкальных фестивалях в Англии, США, на Ближнем Востоке и в Европе, чтобы продвигать альбом.

## Список композиций
| №                   | Название                                  | Автор(ы)                                                                    | Продюсер(ы)                   | Длительность |
| ------------------- | ----------------------------------------- | --------------------------------------------------------------------------- | ----------------------------- | ------------ |
| 1.                  | «Magic»                                   | Craig David Tre Jean-Marie Ed Drewett                                       | Tre Jean-Marie                | 2:52         |
| 2.                  | «Heartline»                               | David Guy James Robin Sam Romans                                            | Jonas Blue                    | 3:12         |
| 3.                  | «Brand New»                               | David Steve McCutcheon                                                      | Steve Mac                     | 2:44         |
| 4.                  | «Going On»                                | David Drewett Fraser Thorneycroft-Smith Tyrell "169" Paul Josiah Dixon      | Fraser T Smith                | 3:24         |
| 5.                  | «Love Me Like It's Yesterday»             | David Rachel Furner Thorneycroft-Smith Tyrell Paul                          | Fraser T Smith                | 3:32         |
| 6.                  | «For the Gram»                            | David Raoul Lionel Chen                                                     | Diztortion                    | 3:54         |
| 7.                  | «Get Involved» (featuring JP Cooper)      | David Jean-Marie John Paul Cooper                                           | Tre Jean-Marie                | 3:09         |
| 8.                  | «I Know You» (featuring Bastille)         | David Dan Smith Thorneycroft-Smith Helen "Carmen Reece" Culver              | Fraser T Smith                | 3:34         |
| 9.                  | «Live in the Moment» (featuring GoldLink) | David Jean-Marie D'Anthony Carlos Louis Celestin David Bendeth Robert Boyer | Kaytranada Tre Jean-Marie [a] | 3:06         |
| 10.                 | «Love Will Come Around»                   | David Josiah Dixon Thorneycroft-Smith Tyrell Paul                           | Fraser T Smith                | 3:14         |
| 11.                 | «Somebody Like Me» (featuring AJ Tracey)  | David Ché Grant Jacob Manson                                                | Blonde                        | 2:54         |
| 12.                 | «Focus»                                   | David Furner Thorneycroft-Smith Tyrell Paul                                 | Fraser T Smith                | 2:56         |
| Общая длительность: | Общая длительность:                       | Общая длительность:                                                         | Общая длительность:           | 38:31        |

| №                   | Название                                  | Автор(ы)                                      | Продюсер(ы)               | Длительность |
| ------------------- | ----------------------------------------- | --------------------------------------------- | ------------------------- | ------------ |
| 13.                 | «Reload» (with Chase & Status)            | David Will Kennard Saul Milton                | Chase & Status            | 3:10         |
| 14.                 | «Talk to Me»                              | David Jean-Marie Talay Riley                  | Tre Jean-Marie            | 3:55         |
| 15.                 | «Talk to Me, Pt. II» (featuring Ella Mai) | David Jean-Marie Riley Ella Mai Nosa Obasohan | Tre Jean-Marie Nosaapollo | 3:22         |
| Общая длительность: | Общая длительность:                       | Общая длительность:                           | Общая длительность:       | 48:58        |

| №                   | Название                                    | Автор(ы)                                                       | Продюсер(ы)                                          | Длительность |
| ------------------- | ------------------------------------------- | -------------------------------------------------------------- | ---------------------------------------------------- | ------------ |
| 16.                 | «Armour»                                    | David Jean-Marie Talay Riley                                   | Tre Jean-Marie                                       | 3:31         |
| 17.                 | «Heartline» (acoustic)                      | David Guy James Robin Sam Romans                               | Fraser T Smith                                       | 3:12         |
| 18.                 | «I Know You» (acoustic; featuring Bastille) | David Dan Smith Thorneycroft-Smith Helen "Carmen Reece" Culver | Fraser T Smith Tobie Tripp Dan Smith Sophie Gledhill | 3:58         |
| Общая длительность: | Общая длительность:                         | Общая длительность:                                            | Общая длительность:                                  | 59:39        |

## Чарты
| Чарт (2018)                           | Позиция |
| ------------------------------------- | ------- |
| Австралия (ARIA)                      | 43      |
| Бельгия/Фландрия (Ultratop)           | 77      |
| Бельгия/Валлония (Ultratop)           | 128     |
| Чехия (ČNS IFPI)                      | 91      |
| Нидерланды (Album Top 100)            | 56      |
| Франция (SNEP)                        | 157     |
| Германия (Offizielle Top 100)         | 97      |
| Ирландия (IRMA)                       | 53      |
| Япония (Oricon)                       | 97      |
| Japanese Hot Albums (Billboard Japan) | 91      |
| New Zealand Heatseeker Albums (RMNZ)  | 2       |
| Шотландия (Scottish Albums Chart)     | 9       |
| Испания (PROMUSICAE)                  | 47      |
| Швейцария (Schweizer Hitparade)       | 75      |
| Великобритания (UK Albums Chart)      | 2       |
| Великобритания (UK R&B Albums Chart)  | 1       |

## Сертификаты
| Регион                                                                      | Сертификация | Продажи |
| --------------------------------------------------------------------------- | ------------ | ------- |
| Великобритания (BPI)                                                        | Серебряный   | 60 000  |
| Данные о продажах + прослушиваниях приведены только на основе сертификации. |              |         |

## Хронология выхода
| Страна         | Дата           | Формат                        | Лейбл                    |
| -------------- | -------------- | ----------------------------- | ------------------------ |
| Великобритания | 26 января 2018 | CD Digital download streaming | Speakerbox Insanity Sony |